# آتسوشی ساکورای

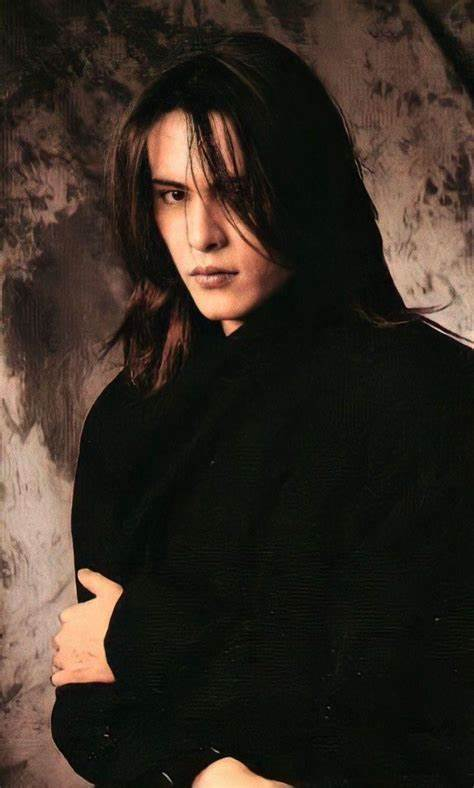
آتسوشی ساکورای در دههٔ ۹۰ میلادی

آتسوشی ساکورای (انگلیسی: Atsushi Sakurai; ۷ مارس ۱۹۶۶ – ۱۹ اکتبر ۲۰۲۳) موسیقی‌دان، خواننده، بازیگر، ترانه‌سرا، و ترانه‌پرداز اهل ژاپن بود. وی بین سال‌های ۱۹۸۳ تا ۲۰۲۳ میلادی فعالیت می‌کرد.